# Ascotis flavonigrata
Ascotis flavonigrata är en fjärilsart som beskrevs av Rudolf Pinker 1965. Ascotis flavonigrata ingår i släktet Ascotis och familjen mätare. Inga underarter finns listade i Catalogue of Life.